# BYD Yuan Up
O BYD Yuan Up (chinês: 比亚迪元UP; estilizado como Yuan UP) é um SUV crossover subcompacto elétrico produzido pela BYD Auto desde 2024. Este modelo faz parte da linha de veículos BYD Yuan, que homenageia a Dinastia Yuan. O Yuan UP foi apresentado ao público em fevereiro de 2024 e iniciou sua produção em março do mesmo ano.

## Visão geral

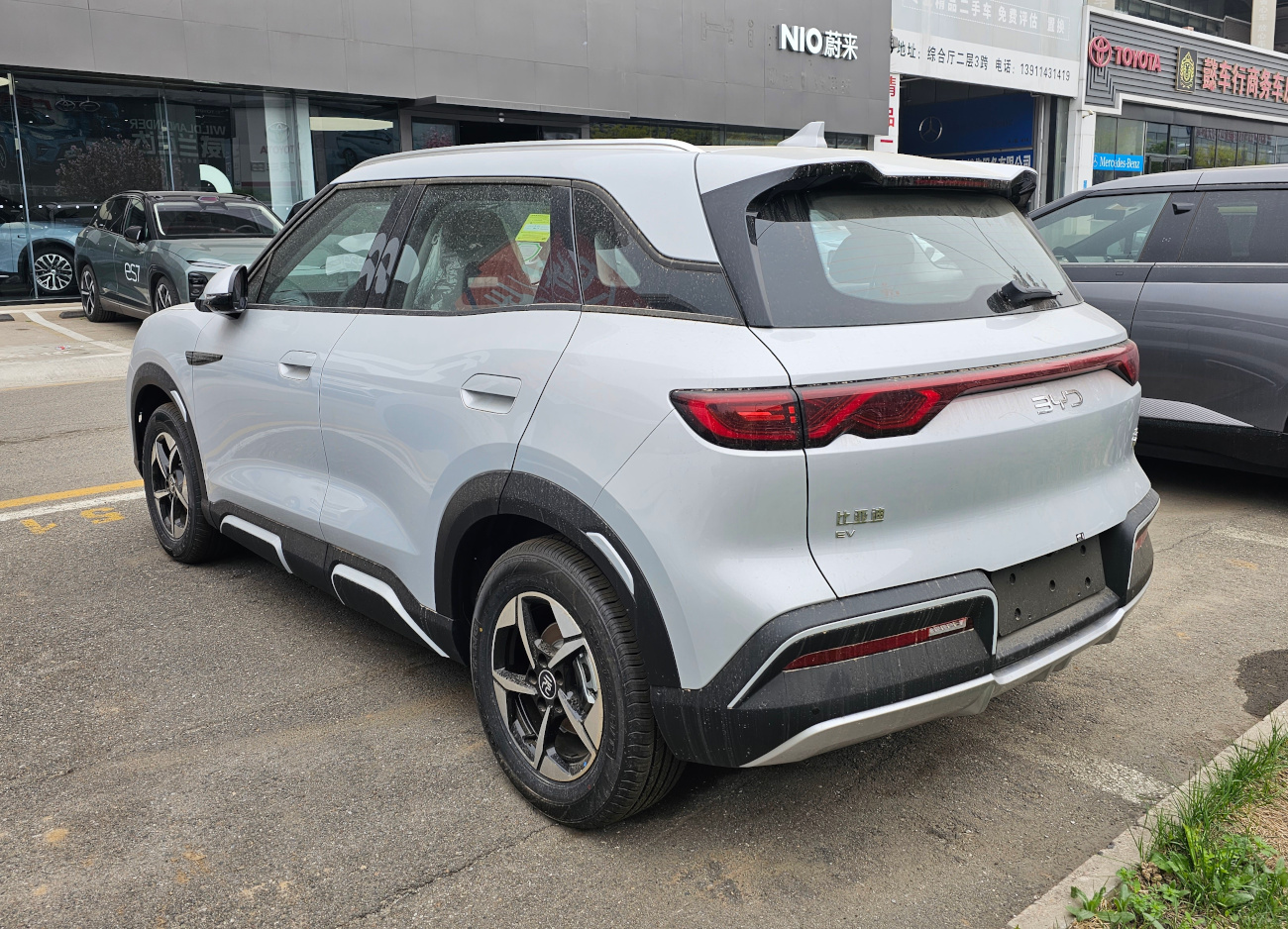
Vista retrovisória

Baseado na inovadora e-Platform 3.0 e equipado com a avançada bateria de íons de lítio BYD Blade LFP, o Yuan UP oferece duas opções de capacidade de bateria: 32 kWh e 45,1 kWh. O modelo foi lançado no mercado chinês em 26 de março de 2024, disponibilizando três variantes distintas para os consumidores.

#### Design Exterior
O Yuan UP adota o conceito de design Dragon Face, também presente no Song L EV, caracterizado por:
- Frente em 'rosto de dragão': uma assinatura visual agressiva e moderna.
- Maçanetas embutidas: com estilo tipo flap, integradas à carroceria para um visual mais aerodinâmico.
- Teto flutuante: que cria uma sensação de continuidade visual.
- Barra de luz traseira: que percorre toda a largura do veículo, inspirada no modelo Dolphin.
- Difusor traseiro: que ecoa o design do para-choque dianteiro, criando uma harmonia visual entre as extremidades do veículo.

#### Interior e Tecnologia
O interior do Yuan UP é projetado para combinar conforto e tecnologia de ponta, com os seguintes destaques:
- Volante em forma de D: com o logotipo Yuan (元), que adiciona um toque de exclusividade ao cockpit.
- Painel de instrumentos LCD de 8,8 polegadas: que fornece informações claras e acessíveis ao motorista.
- Tela de infotainment de 12,8 polegadas: com rotação ajustável entre os modos paisagem e retrato, oferecendo uma interface de usuário versátil e interativa.
- Estofamento de couro perfurado: nos assentos, que garante um conforto superior.
- Carregador sem fio: para dispositivos móveis, integrado no console central.
- Seleção de marchas em cristal: que adiciona um elemento de luxo ao interior.
- Botões físicos: no console central, proporcionando uma experiência tátil e funcional para o usuário.

O BYD Yuan UP combina design sofisticado, tecnologia de ponta e uma plataforma elétrica avançada, posicionando-se como um dos principais modelos na linha de veículos elétricos da BYD.